# Hnefatafl
Hnefatafl eller Kongens bord er et nordisk brætspil. Hnefatafl spilledes allerede i jernalderen og i vikingetiden. Navnet er skrevet på islandsk. Hnefi betyder konge ("næve") og tafl betyder spillebræt. Spillet ligner nutidens skak. Hnefatafl omtaltes også i islandske sagaer.
Spillet er asymmetrisk, idet den ene spiller skal forsvare en borg med en konge, den anden spiller skal angribe borgen. Kongen har en hird, bestående af 12 livvagter til at forsvare sig, og forsvarernes opgave er at bringe kongen i sikkerhed i et af hjørnerne på brættet. Modstanderne har en styrke på 24 angribende krigere (der findes varianter med 16) til at forhindre dette. Brikkernes bevægelse er som tårnets i skak, enten vandret eller lodret så langt som der er fri bane. En brik slås ved at klemme den inde mellem to brikker. Hvis kongen slipper ud til et af de fire hjørnefelter, vinder forsvarerne. Spillereglerne er ikke overleveret i skriftlig, præcis form, og der er kun fundet spillebrikker og dele af spillebrættet, så det vides ikke med sikkerhed, hvordan spillet oprindelig er blevet spillet. Såfremt en terning blev anvendt, er der ingen beskrivelse af, hvordan den er brugt.
Hnefatafl var et populært spil i middelalderens Skandinavien og det nævnes i flere af de nordiske sagaer. Nogle af sagaerne omtale har gjort at forskere har diskuteret om brugen af en terning til at spille hnefatafl med. Arkæologiske og litterære kilder indikerer at hnefatafl kan være blevet spillet på et bræt med enten 13×13 eller 11×11 felter. Spillet var glemt efter vikingetiden. Det var Carl von Linné, som opdagede spillet igen i Lapland i 1732. På denne baggrund har mange forsøgt at rekonstruere spillets regler. Skakspillets stigende popularitet i løbet af middelalderen medvirkede til, at reglerne til hnefatafl blev glemt.

## Rekonstruktion af grundlæggende regler
Hver brik kan bevæge sig vandret eller lodret, men ikke diagonalt, forbi alle frie felter, ligesom tårnet i skakspillet. En af de almindelige brikker er fanget, når den fra to sider overfor hinanden er indelukket af fjendtlige brikker. Således kan flere brikker fanges samtidig. Hvis den befinder sig mellem to fjendtlige brikker uden at være helt indespærret, er den ikke fanget.
Kongen er den eneste brik, som må besidde det midterste felt Konakis (tronen). Den er fanget, når den er omringet af fire fjendtlige brikker, eller tre brikker og tronen. Hvis det lykkes kongen at nå et hjørnefelt, eller et af de efter reglerne frie felter på randen, har spilleren, der ejer kongen, vundet.
- Udgangsstillingen (De sorte i denne opstilling er "hvid" / De hvide er her "rød")
- Et enkelt slag af en modstanderbrik
- Fanget mellem to modstanderbrikker
- Enkeltslag af kongen

## Spillets historie
Hnefatafl kan spores tilbage til den yngre romerske jernalder i forbindelse med forskellige arkæologiske fund. Det er antagelig blevet udbredt ad de handelruter, romerne benyttede i de arabiske lande, og det er også sandsynligt, at de mange forskellige varianter kan tilskrives tilpasning af spillet til lokale kulturer. Hvis denne teori er holdbar, må maurerne have taget det med til Spanien.
Hnefatafl blev et populært spil i Nordeuropa i vikingetiden (slutningen af 700-tallet frem til ca. 1000), der var en turbulent tid fyldt med konflikter. Hnefatafl var særlig populært i de nordiske lande, og det fulgte vikingerne til andre dele af Europa, særligt til de britiske øer og Gardarige. Spillet udviklede sig forskelligt alt afhængig af, hvor det blev spillet. Arkæologer har fundet udgaver af spillet i bl.a. Irland og Ukraine. Hnefatafl bliver direkte oversat til "nævebord" fra det oldislandske (som er meget lig moderne islandsk hnef der betyder "næve" og tafl der betyder "bord". Et studie af middelalderlige manuskripter og undersøgelser af spillebrikker og spilleplader har gjort det muligt for forskere nogenlunde at stykke sammen, hvordan spillet blev spillet. Den sidste gang det med sikkerhed vides, at der er blevet spillet hnefatafl med originale regler var i Wales i 1587 og i Lapland i 1723. Blandt de overleverede tekster, der kan belyse spillet og dets udvikling er sagaerne.

### Hnefatafl i sagaerne
Hnefatafl blev beskrevet I middelalderens sagaer, blandt andre Orkneyinga saga, Friðþjófs saga' og Hervarar saga' 'Her afsløres nogle væsentlige kendetegn ved spillet , selv om der er tegn på, at Hnefatafl og Tafl som begreber benyttes i flæng. Sagaerne er imidlertid en stor hjælp i forsøgene på at afklare udbredelsen af disse ”kongespil”, ligesom de viser en række variationer i spillenes udbredelse. Dette er af kultursociologer blevet benyttet som indicier for spillenes kuturelle betydning for rang og status i vikingetidens samfund. I Orkeyinga saga er kendskab til spillet således i toppen af listen over Rögnvald Kali Kolssons pralerier. I Friðþjófs saga findes en samtale om Hnefatafl, hvor det afsløres, at kongens hær er røde brikker, mens angribernes hære er hvide, ligesom det fremgår af teksten, at hnefi er en betegnelse for kongebrikken.
De mest afslørende – og formentlig tvetydige - spor efter Hnefatafl findes i Hervarar saga gennem beskrivelsen af en karakter, som kan identificeres som Odin i forklædning. I Hauksbók er der reference til “våbenløse” kvinder, som beskytter kongen, men der findes versioner af denne strofe, hvor det er kongen, som ikke bærer våben. Dette kan være en bekræftelse på antagelsen om, at kongen ikke selv kan deltage i angrebene.